# Sacoglottis gabonensis
Sacoglottis gabonensis es una especie de árbol perteneciente a la familia Humiriaceae. Es originaria de África occidental.

## Descripción
Es un árbol que alcanza un tamaño  de más de 40 m de altura, el tronco de 60-80 cm y 3 m de circunferencia, de forma irregular, ± profundamente estriado; la corteza de color rojizo-marrón, peluda, las ramitas  cuando se rompen exudan una sustancia pegajosa marrón de savia empalagosa.

## Distribución y hábitat
Se encuentra en la selva tropical en los bosques pantanosos de agua dulce, en los ríos, bordes de lagunas, zonas costeras, a una altitud de 1-600 metros, en Fernando Poo (Bioko). También en la amazonia, las Antillas Menores y norte de América del Sur.

## Taxonomía
Sacoglottis gabonensis fue descrita por (Baill.) Urb. y publicado en Flora Brasiliensis 12(2): 449, en el año 1877.
Sinonimia
- Aubrya gabonensis Baill. basónimo
- Aubrya occidentalis Chev.
- Humiria gabonensis (Baill.) Baill.[3]